# قمارباز چینی
قمارباز چینی (به چینی: 中華賭俠) که در ایالات متحده با عنوان قماربازان در توکیو (انگلیسی: Conman in Tokyo) شناخته می‌شود، یک فیلم اکشن، کمدی و جنایی هنگ کنگی به کارگردانی چینگ سیاو-تونگ با بازی لوئیس کو، نیک چیانگ و کریستی چانگ که در سال ۲۰۰۰ منتشر شد.

## داستان
قهرمان قمار هنگ‌کنگ، کول (لوئیس کو) زمانی که بی‌نهایت شکوهمند بود و در یک شیرین‌کاری با کارت‌بازی که در جهان قمار شهرت داشت، تخصص داشت. در آسیا تنها تتسو (یاسواکی کوراتا) حریف ژاپنی شایسته کول محسوب می‌شود. کول به دنبال شکست دادن تتسو برای تبدیل شدن به شماره یک آسیا است. برای به دست آوردن این عنوان، کول سخت تلاش می‌کند تا مهارت‌های قمار خود را بهبود بخشد و …